# Фоа Монжо
Фоа Монжо (фр. Foye-Monjault) насеље је и општина у западној Француској у региону Поату-Шарант, у департману Де Севр која припада префектури Ниор.
По подацима из 2011. године у општини је живело 777 становника, а густина насељености је износила 40,77 становника/km². Општина се простире на површини од 19,06 km². Налази се на средњој надморској висини од 59 метара (максималној 74 m, а минималној 33 m).

## Демографија
| 1962. | 1968. | 1975. | 1982. | 1990. | 1999. | 2011. |
| ----- | ----- | ----- | ----- | ----- | ----- | ----- |
| 746   | 748   | 665   | 656   | 716   | 682   | 777   |

График промене броја становника у току последњих година